# Юрчик, Владислав Григорьевич
Владисла́в Григо́рьевич Ю́рчик (р. 30 января 1938) — российский политический деятель. Депутат Государственной Думы второго (1995—1999), третьего (1999—2003) и пятого созывов (с 2007), бывший член фракции КПРФ. Первый секретарь Красноярского краевого комитета КПРФ с 1993 по 2008 год.

## Биография
Родился 30 января 1938 года в Красноярске. В 1954—1957 годах работал слесарем-сборщиком. Служил в армии. С 1960 года работал слесарем-сборщиком, мастером цеха, регулировщиком, начальником участка на заводе.
В 1965 году — первый секретарь Октябрьского райкома[где?] ВЛКСМ, затем — Красноярского горкома ВЛКСМ. Был секретарём парткома Красноярского металлургического завода, заведующим отделом Красноярского крайкома КПСС. В 1972 году окончил Красноярский заочный факультет Иркутского института народного хозяйства. В 1980 году окончил Новосибирскую высшую партийную школу. В 1987—1988 годах — заместитель председателя исполкома Красноярского краевого совета народных депутатов, председатель плановой комиссии. В 1988—1991 годах — первый секретарь Красноярского горкома КПСС.
В начале 1990-х принимал участие в восстановлении партийной организации в крае. В 1993 году был избран первым секретарём краевой организации КПРФ. В 1992—1995 годах — директор научно-производственного предприятия «Медбиоэкономика» (Красноярск).
В 1995 году избран депутатом Государственной думы второго созыва. Был членом комитета по проблемам Севера. В 1996 году — доверенное лицо Геннадия Зюганова на президентских выборах в Красноярском крае.
В 1999 году избран депутатом Государственной думы третьего созыва по федеральному списку КПРФ. Был членом комитета по промышленности, строительству и наукоёмким технологиям. До декабря 2000 года являлся председателем центральной Контрольно-ревизионной комиссии КПРФ. В апреле 2007 года был избран депутатом Законодательного собрания Красноярского края.
В 2007 году избран депутатом Государственной думы пятого созыва по избирательному списку КПРФ в Красноярском крае. Член комитета по делам национальностей.

## Исключение из КПРФ
В декабре 2007 г. В. Г. Юрчик, избранный в Государственную Думу РФ, отказался от места в Законодательном Собрании Красноярского края. Кроме того, Юрчик не захотел уступать свой мандат депутата Государственной думы бизнесмену М. Пухликову. В соответствии с краевым законом мандат Юрчика перешёл к партии «Справедливая Россия», которая в то время активно поддерживала В. В. Путина. Это привело к конфликту в Красноярской краевой организации КПРФ и вызвало недовольство центрального партийного руководства, 2 июня 2008 г. Секретариат ЦК КПРФ выдал рекомендацию об освобождении Юрчика от обязанностей первого секретаря краевого комитета, и 9 июля Юрчик на пленуме крайкома подал в отставку.
В июле 2010 исключён из КПРФ постановлением бюро Красноярского горкома партии от 22 июля 2010 года. Официальная версия — фракционность и нарушения устава КПРФ. Не согласившись со своим исключением из партии, Юрчик обратился иском в суд с требованием признать незаконным постановление бюро Красноярского горкома КПРФ и восстановлении его в рядах КПРФ. 
19 января 2011 года Центральный районный суд Красноярска удовлетворил исковые требования Юрчика, а именно: признал незаконным постановление бюро горкома об исключении из партии, в том числе и по причинам нарушения процедуры принятия такого решения, а также за необоснованностью и недоказанностью предъявленных Юрчику обвинений и восстановил его в партии.  
1 февраля 2011 года заявил о выходе из партии, однако до конца срока полномочий Государственной Думы оставался членом фракции КПРФ.

## Награды
Награждён двумя орденами «Знак Почёта».